# مکس وینهولد
مکس وینهولد (انگلیسی: Max Weinhold؛ زادهٔ ۳۰ آوریل ۱۹۸۲) بازیکن هاکی روی چمن اهل آلمان است.
وی در مسابقات کشوری و بین‌المللی در مجموع برندهٔ ۴ مدال طلا شده‌است.